# Hardcore Henry
Pour les articles homonymes, voir Hardcore.
Pour plus de détails, voir Fiche technique et Distribution.
Hardcore Henry ou Hostile au Québec est un film d'action russo-américain écrit et réalisé par Ilia Naïchouller, sorti en 2015. Entièrement filmé en caméra subjective, il suit pendant une journée à Moscou un homme en partie cyborg qui cherche à sauver sa femme d'un psychopathe.

## Synopsis
Henry, amnésique et gravement blessé est sur le point de mourir mais est ramené à la vie par son épouse, Estelle, qui l'a en partie transformé en cyborg. Cette dernière travaille pour Akan, un mégalomane psychotique doté de pouvoirs télékinétiques à la tête d'une armée de mercenaires. Quand ce dernier apprend qu'Estelle a soigné clandestinement Henry avec le matériel de son propre laboratoire de recherche, Akan kidnappe Estelle et envoie sa horde de sbires traquer Henry à travers Moscou. En mauvaise posture, harcelé par un ennemi qui semble omniscient et apprenant que son système cybernétique menace de lâcher à tous moments, Henry tombe sur l'aide providentielle de Jimmy, qui se présente comme son seul espoir de réussite. Ce dernier lui apprend que sa seule chance de survie se trouve dans la cage thoracique de Dimitri le Rusé (Slick Dimitri en VO), le principal bras droit d'Akan et bras armé de sa compagnie : la pompe électronique reliée à son cœur est le composant qui manque à Jimmy pour réparer le système d'Henry et le sauver d'une mort imminente. Aussitôt après cette déclaration et la remise à Henry d'un téléphone GPS, Jimmy est brûlé vif dans une attaque au lance-flammes.
Dos au mur, Henry n'a d'autre choix que d'infiltrer l'immeuble résidentiel sur-protégé de Dimitri. Après un âpre combat contre le lieutenant et sa garde rapprochée, le héros amnésique récupère de justesse la pompe dans le corps de Dimitri sous le feu d'un sniper indétectable. Aussitôt après, il reçoit un appel de Jimmy qui lui indique l'emplacement de leur prochain rendez-vous.
Arrivé au lieu, qui s'avère être une maison close chic, Henry trouve un Jimmy différent : si le premier qui l'avait approché ressemblait à un clochard, celui-ci a l'aspect d'un trader cocaïnomane profitant avec entrain des services proposés par l'établissement. Alors que le système d'Henry commence à s'éteindre et qu'un Jimmy encore différent, cette fois sobre et à l'allure de professeur, s'apprête à lui implanter la pompe, l'établissement est attaqué. Dans le combat qui s'ensuit contre des mercenaires enragés par la perte de leur chef, Henry, ranimé au dernier moment par le Jimmy professeur (qui s'enfuit aussitôt après), reçoit l'aide du Jimmy cocaïnomane, pris d'une folie meurtrière, et de deux énigmatiques tueuses physiquement identiques usant de katanas et semblant avoir des comptes à régler avec Jimmy. Confronté à Akan, contre lequel il ne peut rivaliser, Henry s'échappe par un conduit de ventilation et se retrouve dans un parking souterrain sous le strip-club, face au cadavre du Jimmy cocaïnomane. Aussitôt réapparaissent les tueuses jumelles, qui réprimandent un Jimmy bien vivant et se comportant comme un hippie, qui leur propose de le suivre, incitant aussitôt après Henry à monter dans son Side-cars. S'ensuit une fusillade routière contre des camions d'Akan, dans laquelle le Jimmy hippie disparaît après le crash de son side-car, et où l'une des jumelles est écrasée par un camion ennemi.
Dans le dernier camion, Henry retrouve un court instant Estelle, avant qu'Akan et le nouveau capitaine des mercenaires, Yuri, ne fassent irruption dans le véhicule, offrant au protagoniste de le laisser partir en échange de la vie d'Estelle. Ce dernier refuse et prend la place de sa femme, qui se retrouve sauve mais une fois de plus prisonnière, alors qu'il est propulsé par Akan hors du camion lancé à pleine vitesse. Étendu en pleine forêt, son système sur le point de s'éteindre, Henry est retrouvé juste à temps par le Jimmy hippie et la jumelle restante. Jimmy effectue avec succès l'implantation du nouveau composant et « redémarre » Henry, le plongeant dans un coma de courte durée. Quand le héros se réveille, il profite d'un court instant de répit avec ses compagnons avant que Jimmy ne soit frappé sous ses yeux par un tir de missiles et qu'un morceau de shrapnel ne tue sur le coup la dernière jumelle. Sous une pluie de roquettes, Henry se lance dans une course à pied effrénée dans les bois, n'ayant que le temps de récupérer le katana de son alliée défunte. Il finit finalement par contre-attaquer, usant du sabre pour massacrer l'équipage du tank qui le poursuivait. S'attaquant dans la foulée à un commando héliporté et manquant de faire une chute mortelle, Henry est stoppé dans sa folie vengeresse par un appel de Jimmy, qu'il a déjà vu mourir trois fois. Ce dernier lui donne une nouvelle fois les coordonnées d'un lieu de rendez-vous, dans une forêt non loin. Après la tentative ratée d'utiliser un cheval comme moyen de transport, le cyborg amnésique, dépité, se rend à pied sur les lieux du rendez-vous, seulement pour être surpris par Jimmy, en tenue ghillie et armé d'un fusil de sniper, qui lui dit qu'il va le mener à son laboratoire secret, situé dans un hôtel abandonné en pleine forêt.
Arrivé sur les lieux, le duo tombe sur un groupe de policiers s'apprêtant à violer une jeune fille. Malgré les protestations de Jimmy, qui voit dans le sauvetage de la victime le dévoilement de l'emplacement de son laboratoire, Henry élimine une partie des policiers, forçant son compagnon à intervenir quand le dernier d'entre eux s'apprête à le tuer. Arrivant dans le laboratoire, un confortable appartement caché dans l'immense hôtel abandonné, Jimmy explique à Henry la raison de ses retours à la vie si fréquents : ancien laborantin travaillant pour Akan à l'élaboration d'une armée de cyborgs lobotomisés et surpuissants (une description qui correspond parfaitement au personnage principal), Jimmy s'est retrouvé paralysé par son patron quand ce dernier estima que le projet avançait trop lentement à son goût. Retiré dans son laboratoire secret, cloué sur sa chaise roulante, Jimmy utilisa ses capacités brillantes de neuro-informaticien pour fabriquer sa propre petite armée de clones à son image, qu'il se jura d'utiliser pour se venger d'Akan. Jugeant qu'il était meilleur d'attendre le bon moment pour mettre son plan à exécution, Jimmy passa quelques années à vivre différentes vies, toutes plus intenses les unes que les autres, par l'intermédiaire de ses différents clones, qu'il commande à distance grâce à un casque de réalité virtuelle intégré à son fauteuil, leur créant ainsi un style et une manière de se battre propres à chacun. Voyant dans Henry l'allié parfait contre Akan, il mit un terme à sa multi-vie délurée pour aider le protagoniste. Peu après sa rencontre avec le vrai Jimmy (l'Handicapé) et les  différents clones restants (le Punk, le Professeur, le Colonel et le Costumé en plus du Sniper rencontré auparavant), Henry se retrouve confronté par ce dernier, qui découvre la raison pour laquelle les mercenaires retrouvent toujours la trace d'Henry : tout ce qu'il voit est retransmis à la salle de contrôle d'Akan. Furieux que la position de son laboratoire soit compromise, Jimmy déchaîne ses clones sur Henry, qui leur tient tête de justesse. Muet des suites de blessures antérieures au film, Henry tente tant bien que mal de faire comprendre à Jimmy qu'il n'était au courant de rien. Après un combat au cours duquel Henry blesse Le Professeur et tue le Costumé, Jimmy accepte de croire Henry et se range à nouveau de son côté.
Néanmoins, rien n'est fini : les mercenaires d'Akan, menés par Yuri en personne, investissent le périmètre de l'hôtel. Alors que le Colonel place l'Handicapé et le Professeur sur un monte-charge, Henry et le Sniper montent sur le toit, éliminant à distance un nombre considérable de mercenaires. Le Punk, déchaîné et armé jusqu'aux dents, fait alors irruption dans leur ligne de mire, massacrant au corps à corps les ennemis restants sur cette face du bâtiment avant de mourir dans l'explosion d'un camion. Le Sniper, après avoir ordonné à Henry de rejoindre le colonel pour défendre le monte-charge, meurt lui aussi dans un attentat-suicide contre un nouveau groupe de mercenaires. S'armant à l'arsenal du laboratoire, Henry aide le Colonel à piéger l'appartement. Le duo s'engage ensuite dans la défense du monte-charge tandis ce que celui-ci descend jusqu'au rez-de chaussée. Éliminant des groupes entiers d'ennemis grâce à une coopération technique et l'usage abusif de grenades, Henry et le Colonel arrivent dans le hall de l'hôtel, où ils s'apprêtent à décharger l'Handicapé et le Professeur. Ils sont alors surpris par Yuri, le capitaine des mercenaires, à la tête d'un groupe considérable d'hommes, qui les tiennent en joue. Jouant son va-tout, le Colonel déclenche à distance les charges placées dans le laboratoire, faisant s'effondrer le plafond sur les mercenaires et tuant le capitaine. Le groupe s'enfuit alors de l'hôtel en ruine, roulant toute la journée et ne s'arrêtant qu'occasionnellement pour éliminer leurs poursuivants. À la tombée de la nuit, revenu en centre-ville, Henry et Les Jimmys pénètrent dans le siège de la compagnie d'Akan, où ils se trouvent pris d'assaut par les troupes d'élite d'Akan, notamment par le mercenaire au lance-flammes, responsable de la mort du premier Jimmy. Henry tue ce dernier puis, armé d'un bouclier anti-émeute et d'un lance-grenades, couvre la progression du fauteuil roulant dans le hall de la tour. Le Professeur se réveille alors et meurt dans sa tentative d'affronter un commando d'élite avec une hache à incendie.
Arrivés dans l'ascenseur qui les mène aux quartiers privés d'Akan, le Colonel révèle à Henry les blessures qu'il a accumulées depuis l'hôtel. À l'agonie, il confesse à Henry que, dans la forêt lors de la réparation de ses systèmes, il avait constaté la présence d'un bloqueur de mémoire dans le cerveau d'Henry, qui le rendait amnésique. Voulant continuer d'utiliser Henry dans sa quête de revanche, il n'avait pas jugé utile de lui faire recouvrer la mémoire. À l'aide d'un appareil portatif, le Colonel utilise ses dernières forces pour débloquer les souvenirs du cyborg avant de trépasser sur le sol de l'ascenseur. Enlevant enfin son casque de réalité virtuelle, le Jimmy original, lui aussi au bord de la mort, encourage Henry à tuer Akan pour le venger.
La porte de l'ascenseur s'ouvre sur un Henry à bout de forces -et de batterie, mais poussé par la perte de son ami. Se débarrassant des derniers mercenaires défendant l'entrée des quartiers d'Akan, le protagoniste pénètre les lieux déserts. Sur un écran de télé, Henry voit alors Akan entouré de son armée de cyborg, qui lui révèle que toutes les données enregistrées par son système depuis le début de la journée (l'histoire tient sur une journée, à Moscou) sont téléchargées dans la mémoire des cyborgs, qui sont d'ailleurs équipés des mêmes implants que lui. Ainsi, tous les autres cyborgs pensent qu'Estelle est leur femme, et sont poussés par la même folie meurtrière, excepté que la leur est dirigée vers Henry et non Akan. Ce dernier se montre en possession d'une des culottes d'Estelle, laissant à croire qu'Henry a aussi été piégé à penser que la chercheuse était sa femme. Réalisant que les vagues de mercenaires n'étaient là que pour entraîner les machines à tuer d'Akan et qu'il a servi malgré lui de système d'entrainement pour ses propres ennemis, Henry est surpris par un premier cyborg, version neuve et chargée a bloc de lui-même, dont il a beaucoup de mal à se débarrasser. S'ouvrant la cage thoracique à mains nues, Henry, imitant les gestes de Jimmy, remplace sa batterie par celle du cyborg, donnant un sursaut d'énergie à son système. S'ensuit un combat épique d'un Henry au sommet de sa forme résistant contre une centaine de demi-hommes égaux à lui. Usant de tous les éléments à sa portée sur le toit de l'immeuble (barbelés électrifiés, tournevis, tourelle radio, armes à feu et, bien entendu, grenades), Henry fait face coûte que coûte à la horde d'Akan. Sur le toit en proie aux flammes, le héros, après s'être injecté deux fois la dose maximale d'adrénaline recommandée, vient à bout, à mains nues, des cyborgs restants, avant de faire face à Akan, qui, usant de ses pouvoirs, assomme Henry d'un revers de main.
À demi-conscient, Henry voit Estelle révéler qu'elle faisait partie du plan d'Akan et qu'elle sert de motivation aux cyborgs pour exécuter les ordres de son vrai mari, Akan. Ce dernier félicite Henry pour avoir parfaitement rempli son rôle, et explique que le groupe qu'Henry vient d'affronter n'était qu'un échantillon, et que le nombre de machines à tuer calquées sur le modèle d'Henry augmenteront exponentiellement dans les mois à venir. Akan frappe une dernière fois Henry, pensant l'achever. Ce dernier, dont la mémoire a été débloquée par Jimmy dans ses derniers instants, accède à un souvenir d'avant qu'il soit devenu un cyborg : enfant, Henry fut frappé par des garnements qui brisèrent son jouet préféré. Son père, chassant ses agresseurs, lui donna le choix entre « rester là et avaler le sang que t'as dans la bouche, ou te lever, le cracher par terre et aller répandre le leur ».
Souriant à son propre reflet dans un morceau de verre, Henry se relève, et, armé d'un fil barbelé enroulé autour de son poing, se jette sur Akan. Réduisant la puissance de ses pouvoirs psychiques en lui déchiquetant une main, Henry affronte Akan et s'accroche à lui alors que ce dernier entre en lévitation. Utilisant son propre nerf optique, Henry décapite Akan, tuant dans l'œuf son projet de dictature mondiale. Sautant dans l'hélicoptère dans lequel Estelle tente de quitter le toit de la tour, Henry confronte celle qu'il croyait être sa femme. Cette dernière, aveuglée par le chagrin causé par la vue de la tête coupée de son mari, abat Henry à l'aide d'un revolver. Quand elle lui demande dans un accès de colère comment il a pu faire ça, Henry écrit avec son sang « Ez » (pour « Easy », "facilement"), déchaînant la colère de la traîtresse qui lui tire dessus, visant la tête. Usant de la fausse alliance qu'Estelle lui avait donné, Henry pare la balle, qui se retourne contre son envoyeuse. Touchée, Estelle titube et trébuche, manquant de chuter de l'appareil en s'agrippant à la porte. Elle crie alors à Henry d'écouter son cœur. Celui-ci ferme brusquement la porte de l'hélicoptère, sectionnant les doigts d'Estelle et la condamnant à une chute mortelle.

## Fiche technique
Sauf indication contraire, les informations mentionnées dans cette section peuvent être confirmées par la base de données cinématographiques IMDb,  présente dans la section « Liens externes ».
- Titre original : Hardcore Henry
- Réalisation : Ilia Naïchouller
- Scénario : Ilia Naïchouller
- Musique : Daha Charusha
- Photographie : Pasha Kapinos, Vsevolod Kaptur et Fedor Lyass
- Montage : Steve Mirkovich (en)
- Production : Timur Bekmambetov, Ekaterina Kononenko, Ilia Naïchouller et Inga Vainshtein Smith
- Sociétés de production : Bazelevs, Versus Pictures
- Société de distribution : STX Entertainment[2], Metropolitan Filmexport (France), VVS Films (Canada)
- Pays de production :  Russie et  États-Unis
- Langues originales : anglais et russe
- Format : couleur — 1,85:1 — caméra GoPro
- Genre : action, science-fiction
- Durée : 96 minutes
- Dates de sortie[3] : 
  - Canada : 12 septembre 2015 (festival international du film de Toronto 2015) ; 8 avril 2016 (sortie nationale)
  - États-Unis : 13 mars 2016 (South by Southwest Film Festival) ; 8 avril 2016 (sortie nationale)
  - France : 22 mars 2016 (Lyon Festival Hallucinations Collectives) ; 13 avril 2016 (sortie nationale)
  - Russie : 7 avril 2016
  - Belgique : 20 avril 2016
- Classification : 
  - États-Unis : Rated R (Restricted)[4]
  - France : Interdit aux moins de 16 ans

## Distribution
- Sharlto Copley (VF : Thierry Ragueneau ; VQ : Louis-Philippe Dandenault) : Jimmy
- Danila Kozlovski (VF : Volodia Serre ; VQ : Patrice Dubois) : Akan
- Haley Bennett (VF : Manon Azem ; VQ : Annie Girard) : Estelle
- Tim Roth (VF : Nicolas Marié) : le père d'Henry
- Andrey Dementyev (VF : Grégory Kristoforoff) : Henry / Slick Dmitry
- Svetlana Oustinova : Olga the Dominatrix
- Dasha Charusha : Katya the Dominatrix
- Oleg Poddubniy (VF : Sergueï Fanine) : Yuri
- Ilia Naïchouller : Henry / Timothy / Higher-Self Merc
- Alexandre Pal : un mercenaire avec un lance-flammes

## Technique
Hardcore Henry est un mélange entre Hyper Tension (pour la trame) et le court-métrage servant de clip musical pour le titre Bad Motherfucker du groupe de rock Biting Elbows (pour l'utilisation de la caméra subjective sur la totalité du film). Ce court-métrage, dont le réalisateur est Ilia Naïchouller, est d'ailleurs le point de départ du film, le producteur Timur Bekmambetov y ayant vu du potentiel pour un long métrage.
Hardcore Henry est entièrement filmé avec une caméra GoPro.

## Sortie
La première du film a lieu le 12 septembre 2015 à l'occasion du festival international du film de Toronto 2015. Le film y est remarqué et fait l'objet d'une guerre d'offres de distribution entre Lionsgate, Universal Studios et STX Entertainment, lequel l'obtient finalement pour 10 millions de dollars, faisant du film la première acquisition du festival.

## Distinctions
Lors du festival international du film de Toronto 2015, le film gagne le prix du public dans la section Midnight Madness.